# Eleições legislativas portuguesas de 1976 no distrito de Coimbra
| Eleições legislativas portuguesas de 1976 Distritos: Aveiro \| Beja \| Braga \| Bragança \| Castelo Branco \| Coimbra \| Évora \| Faro \| Guarda \| Leiria \| Lisboa \| Portalegre \| Porto \| Santarém \| Setúbal \| Viana do Castelo \| Vila Real \| Viseu \| Açores \| Madeira \| Estrangeiro |

## Resultados por Concelho
Os resultados nos concelhos do Distrito de Coimbra foram os seguintes:

### Arganil
| Partido                 | Partido                      | Votos  | %               |
| ----------------------- | ---------------------------- | ------ | --------------- |
|                         | Partido Popular Democrático  | 2 888  | 33,53 / 100,00  |
|                         | Partido Socialista           | 2 736  | 31,77 / 100,00  |
|                         | Centro Democrático e Social  | 1 472  | 17,09 / 100,00  |
|                         | Partido Comunista Português  | 179    | 2,08 / 100,00   |
|                         | Partido da Democracia Cristã | 86     | 1,00 / 100,00   |
|                         | Outros                       | 441    | 5,11 / 100,00   |
| Votos Inválidos         | Votos Inválidos              | 811    | 9,42 / 100,00   |
| Total                   | Total                        | 8 613  | 100,00 / 100,00 |
| Eleitorado/Participação | Eleitorado/Participação      | 11 417 | 75,44 / 100,00  |

### Cantanhede
| Partido                 | Partido                     | Votos  | %               |
| ----------------------- | --------------------------- | ------ | --------------- |
|                         | Partido Popular Democrático | 8 808  | 42,74 / 100,00  |
|                         | Partido Socialista          | 5 879  | 28,52 / 100,00  |
|                         | Centro Democrático e Social | 3 662  | 17,77 / 100,00  |
|                         | Partido Comunista Português | 404    | 1,96 / 100,00   |
|                         | Outros                      | 823    | 3,99 / 100,00   |
| Votos Inválidos         | Votos Inválidos             | 1 034  | 5,02 / 100,00   |
| Total                   | Total                       | 20 610 | 100,00 / 100,00 |
| Eleitorado/Participação | Eleitorado/Participação     | 26 513 | 77,74 / 100,00  |

### Coimbra
| Partido                 | Partido                     | Votos  | %               |
| ----------------------- | --------------------------- | ------ | --------------- |
|                         | Partido Socialista          | 34 765 | 44,14 / 100,00  |
|                         | Partido Popular Democrático | 15 463 | 19,63 / 100,00  |
|                         | Centro Democrático e Social | 10 556 | 13,40 / 100,00  |
|                         | Partido Comunista Português | 9 560  | 12,14 / 100,00  |
|                         | União Democrática Popular   | 1 262  | 1,60 / 100,00   |
|                         | Outros                      | 3 247  | 4,13 / 100,00   |
| Votos Inválidos         | Votos Inválidos             | 3 901  | 4,95 / 100,00   |
| Total                   | Total                       | 78 754 | 100,00 / 100,00 |
| Eleitorado/Participação | Eleitorado/Participação     | 95 741 | 82,26 / 100,00  |

### Condeixa-a-Nova
| Partido                 | Partido                     | Votos | %               |
| ----------------------- | --------------------------- | ----- | --------------- |
|                         | Partido Socialista          | 3 189 | 42,12 / 100,00  |
|                         | Partido Popular Democrático | 2 106 | 27,82 / 100,00  |
|                         | Partido Comunista Português | 470   | 6,21 / 100,00   |
|                         | Centro Democrático e Social | 459   | 6,06 / 100,00   |
|                         | União Democrática Popular   | 149   | 1,97 / 100,00   |
|                         | MRPP                        | 89    | 1,18 / 100,00   |
|                         | Outros                      | 333   | 4,40 / 100,00   |
| Votos Inválidos         | Votos Inválidos             | 776   | 10,25 / 100,00  |
| Total                   | Total                       | 7 571 | 100,00 / 100,00 |
| Eleitorado/Participação | Eleitorado/Participação     | 9 229 | 82,03 / 100,00  |

### Figueira da Foz
| Partido                 | Partido                     | Votos  | %               |
| ----------------------- | --------------------------- | ------ | --------------- |
|                         | Partido Socialista          | 16 446 | 50,34 / 100,00  |
|                         | Partido Popular Democrático | 5 658  | 17,32 / 100,00  |
|                         | Partido Comunista Português | 3 674  | 11,25 / 100,00  |
|                         | Centro Democrático e Social | 2 868  | 8,78 / 100,00   |
|                         | Outros                      | 1 976  | 6,05 / 100,00   |
| Votos Inválidos         | Votos Inválidos             | 2 049  | 6,27 / 100,00   |
| Total                   | Total                       | 32 671 | 100,00 / 100,00 |
| Eleitorado/Participação | Eleitorado/Participação     | 43 106 | 75,79 / 100,00  |

### Góis
| Partido                 | Partido                                  | Votos | %               |
| ----------------------- | ---------------------------------------- | ----- | --------------- |
|                         | Partido Socialista                       | 1 173 | 34,31 / 100,00  |
|                         | Partido Popular Democrático              | 999   | 29,22 / 100,00  |
|                         | Centro Democrático e Social              | 513   | 15,00 / 100,00  |
|                         | Partido Comunista Português              | 80    | 2,34 / 100,00   |
|                         | Partido da Democracia Cristã             | 40    | 1,17 / 100,00   |
|                         | Partido Revolucionário dos Trabalhadores | 40    | 1,17 / 100,00   |
|                         | Outros                                   | 187   | 5,47 / 100,00   |
| Votos Inválidos         | Votos Inválidos                          | 387   | 11,31 / 100,00  |
| Total                   | Total                                    | 3 419 | 100,00 / 100,00 |
| Eleitorado/Participação | Eleitorado/Participação                  | 5 186 | 65,93 / 100,00  |

### Lousã
| Partido                 | Partido                                  | Votos | %               |
| ----------------------- | ---------------------------------------- | ----- | --------------- |
|                         | Partido Socialista                       | 3 179 | 44,41 / 100,00  |
|                         | Partido Popular Democrático              | 1 587 | 22,17 / 100,00  |
|                         | Centro Democrático e Social              | 1 108 | 15,48 / 100,00  |
|                         | Partido Comunista Português              | 231   | 3,23 / 100,00   |
|                         | União Democrática Popular                | 94    | 1,31 / 100,00   |
|                         | Partido da Democracia Cristã             | 92    | 1,29 / 100,00   |
|                         | Partido Revolucionário dos Trabalhadores | 77    | 1,08 / 100,00   |
|                         | Outros                                   | 274   | 3,84 / 100,00   |
| Votos Inválidos         | Votos Inválidos                          | 517   | 7,22 / 100,00   |
| Total                   | Total                                    | 7 159 | 100,00 / 100,00 |
| Eleitorado/Participação | Eleitorado/Participação                  | 9 209 | 77,74 / 100,00  |

### Mira
| Partido                 | Partido                     | Votos | %               |
| ----------------------- | --------------------------- | ----- | --------------- |
|                         | Partido Popular Democrático | 2 783 | 41,72 / 100,00  |
|                         | Partido Socialista          | 2 280 | 34,18 / 100,00  |
|                         | Centro Democrático e Social | 768   | 11,51 / 100,00  |
|                         | Partido Comunista Português | 126   | 1,89 / 100,00   |
|                         | Outros                      | 278   | 4,15 / 100,00   |
| Votos Inválidos         | Votos Inválidos             | 436   | 6,53 / 100,00   |
| Total                   | Total                       | 6 671 | 100,00 / 100,00 |
| Eleitorado/Participação | Eleitorado/Participação     | 8 139 | 81,96 / 100,00  |

### Miranda do Corvo
| Partido                 | Partido                      | Votos | %               |
| ----------------------- | ---------------------------- | ----- | --------------- |
|                         | Partido Socialista           | 2 470 | 39,34 / 100,00  |
|                         | Partido Popular Democrático  | 2 272 | 36,19 / 100,00  |
|                         | Centro Democrático e Social  | 467   | 7,44 / 100,00   |
|                         | Partido Comunista Português  | 170   | 2,71 / 100,00   |
|                         | União Democrática Popular    | 70    | 1,12 / 100,00   |
|                         | Partido da Democracia Cristã | 63    | 1,00 / 100,00   |
|                         | Outros                       | 240   | 3,82 / 100,00   |
| Votos Inválidos         | Votos Inválidos              | 526   | 8,38 / 100,00   |
| Total                   | Total                        | 6 278 | 100,00 / 100,00 |
| Eleitorado/Participação | Eleitorado/Participação      | 8 377 | 74,94 / 100,00  |

### Montemor-o-Velho
| Partido                 | Partido                     | Votos  | %               |
| ----------------------- | --------------------------- | ------ | --------------- |
|                         | Partido Socialista          | 6 798  | 47,91 / 100,00  |
|                         | Partido Popular Democrático | 2 723  | 19,19 / 100,00  |
|                         | Centro Democrático e Social | 1 531  | 10,79 / 100,00  |
|                         | Partido Comunista Português | 840    | 5,92 / 100,00   |
|                         | União Democrática Popular   | 190    | 1,34 / 100,00   |
|                         | Frente Socialista Popular   | 142    | 1,00 / 100,00   |
|                         | Outros                      | 629    | 4,43 / 100,00   |
| Votos Inválidos         | Votos Inválidos             | 1 335  | 9,41 / 100,00   |
| Total                   | Total                       | 14 188 | 100,00 / 100,00 |
| Eleitorado/Participação | Eleitorado/Participação     | 20 498 | 69,22 / 100,00  |

### Oliveira do Hospital
| Partido                 | Partido                     | Votos  | %               |
| ----------------------- | --------------------------- | ------ | --------------- |
|                         | Partido Popular Democrático | 4 883  | 36,66 / 100,00  |
|                         | Partido Socialista          | 4 198  | 31,51 / 100,00  |
|                         | Centro Democrático e Social | 2 413  | 18,11 / 100,00  |
|                         | Partido Comunista Português | 212    | 1,59 / 100,00   |
|                         | Outros                      | 775    | 5,82 / 100,00   |
| Votos Inválidos         | Votos Inválidos             | 840    | 6,31 / 100,00   |
| Total                   | Total                       | 13 321 | 100,00 / 100,00 |
| Eleitorado/Participação | Eleitorado/Participação     | 16 125 | 82,61 / 100,00  |

### Pampilhosa da Serra
| Partido                 | Partido                      | Votos | %               |
| ----------------------- | ---------------------------- | ----- | --------------- |
|                         | Partido Popular Democrático  | 2 138 | 48,10 / 100,00  |
|                         | Partido Socialista           | 920   | 20,70 / 100,00  |
|                         | Centro Democrático e Social  | 630   | 14,17 / 100,00  |
|                         | Partido Comunista Português  | 68    | 1,53 / 100,00   |
|                         | Partido da Democracia Cristã | 47    | 1,06 / 100,00   |
|                         | Outros                       | 267   | 6,00 / 100,00   |
| Votos Inválidos         | Votos Inválidos              | 375   | 8,44 / 100,00   |
| Total                   | Total                        | 4 445 | 100,00 / 100,00 |
| Eleitorado/Participação | Eleitorado/Participação      | 6 217 | 71,50 / 100,00  |

### Penacova
| Partido                 | Partido                     | Votos  | %               |
| ----------------------- | --------------------------- | ------ | --------------- |
|                         | Partido Popular Democrático | 3 330  | 38,02 / 100,00  |
|                         | Partido Socialista          | 2 849  | 32,53 / 100,00  |
|                         | Centro Democrático e Social | 1 021  | 11,66 / 100,00  |
|                         | Partido Comunista Português | 401    | 4,58 / 100,00   |
|                         | Outros                      | 492    | 5,62 / 100,00   |
| Votos Inválidos         | Votos Inválidos             | 665    | 7,59 / 100,00   |
| Total                   | Total                       | 8 758  | 100,00 / 100,00 |
| Eleitorado/Participação | Eleitorado/Participação     | 12 008 | 72,93 / 100,00  |

### Penela
| Partido                 | Partido                     | Votos | %               |
| ----------------------- | --------------------------- | ----- | --------------- |
|                         | Partido Popular Democrático | 2 164 | 48,30 / 100,00  |
|                         | Partido Socialista          | 1 380 | 30,80 / 100,00  |
|                         | Centro Democrático e Social | 258   | 5,76 / 100,00   |
|                         | Partido Comunista Português | 60    | 1,34 / 100,00   |
|                         | Outros                      | 242   | 5,39 / 100,00   |
| Votos Inválidos         | Votos Inválidos             | 376   | 8,39 / 100,00   |
| Total                   | Total                       | 4 480 | 100,00 / 100,00 |
| Eleitorado/Participação | Eleitorado/Participação     | 6 145 | 72,90 / 100,00  |

### Soure
| Partido                 | Partido                                  | Votos  | %               |
| ----------------------- | ---------------------------------------- | ------ | --------------- |
|                         | Partido Socialista                       | 6 474  | 50,62 / 100,00  |
|                         | Partido Popular Democrático              | 2 656  | 20,77 / 100,00  |
|                         | Centro Democrático e Social              | 760    | 5,94 / 100,00   |
|                         | Partido Comunista Português              | 585    | 4,57 / 100,00   |
|                         | União Democrática Popular                | 197    | 1,54 / 100,00   |
|                         | Partido Revolucionário dos Trabalhadores | 130    | 1,02 / 100,00   |
|                         | Outros                                   | 633    | 4,95 / 100,00   |
| Votos Inválidos         | Votos Inválidos                          | 1 354  | 10,59 / 100,00  |
| Total                   | Total                                    | 12 789 | 100,00 / 100,00 |
| Eleitorado/Participação | Eleitorado/Participação                  | 16 606 | 77,01 / 100,00  |

### Tábua
| Partido                 | Partido                                  | Votos | %               |
| ----------------------- | ---------------------------------------- | ----- | --------------- |
|                         | Partido Popular Democrático              | 2 622 | 35,71 / 100,00  |
|                         | Partido Socialista                       | 2 218 | 30,21 / 100,00  |
|                         | Centro Democrático e Social              | 1 210 | 16,48 / 100,00  |
|                         | Partido Comunista Português              | 161   | 2,19 / 100,00   |
|                         | Partido Revolucionário dos Trabalhadores | 80    | 1,09 / 100,00   |
|                         | Frente Socialista Popular                | 79    | 1,08 / 100,00   |
|                         | Outros                                   | 332   | 4,52 / 100,00   |
| Votos Inválidos         | Votos Inválidos                          | 641   | 8,73 / 100,00   |
| Total                   | Total                                    | 7 343 | 100,00 / 100,00 |
| Eleitorado/Participação | Eleitorado/Participação                  | 9 581 | 76,64 / 100,00  |

### Vila Nova de Poiares
| Partido                 | Partido                                  | Votos | %               |
| ----------------------- | ---------------------------------------- | ----- | --------------- |
|                         | Partido Socialista                       | 1 259 | 40,03 / 100,00  |
|                         | Partido Popular Democrático              | 1 037 | 32,97 / 100,00  |
|                         | Centro Democrático e Social              | 308   | 9,79 / 100,00   |
|                         | Partido Comunista Português              | 184   | 5,85 / 100,00   |
|                         | Partido Revolucionário dos Trabalhadores | 33    | 1,05 / 100,00   |
|                         | Frente Socialista Popular                | 32    | 1,02 / 100,00   |
|                         | Outros                                   | 154   | 4,90 / 100,00   |
| Votos Inválidos         | Votos Inválidos                          | 138   | 4,39 / 100,00   |
| Total                   | Total                                    | 3 145 | 100,00 / 100,00 |
| Eleitorado/Participação | Eleitorado/Participação                  | 4 591 | 68,50 / 100,00  |